# Hyponerita posterior
Hyponerita posterior är en fjärilsart som beskrevs av Rothschild 1909. Hyponerita posterior ingår i släktet Hyponerita och familjen björnspinnare. Inga underarter finns listade i Catalogue of Life.